# Mamadou Samassa
Mamadou Samassa (Paris, 1 de maio de 1986) é um futebolista franco-malinês que atua como atacante. Atualmente, defende o Valenciennes.

## Carreira
Cheick Diarra representou o elenco da Seleção Malinesa de Futebol no Campeonato Africano das Nações de 2013.

## Títulos
Mali
- Campeonato Africano das Nações: 2013 - 2º Lugar

Olympique de Marseille
- Supercopa da França: 2010